# Ometepec
Ometepec é uma localidade do estado de Guerrero, no México.

## Demografia
O censo populacional de 2000 estimou uma população de 50 356 habitantes, sendo 34 957 mulheres e 32 684 homens.